# Max-Born-Preis
Der Max-Born-Preis oder englisch Max Born Prize ist ein Wissenschaftspreis, der jährlich von der Deutschen Physikalischen Gesellschaft (DPG) und dem britischen Institute of Physics zur Erinnerung an das Wirken des Physikers Max Born verliehen wird. Die Widmung lautet „für besonders wertvolle und aktuelle wissenschaftliche Beiträge zur Physik“. Der Preis wird seit 1973 abwechselnd an britische und deutsche Forscher verliehen. Die Preisträger erhalten eine silberne Medaille, eine Urkunde sowie 3000 Euro Preisgeld.

## Preisträger
- 1973 Roger Cowley
- 1974 Walter Greiner
- 1975 Trevor Moss
- 1976 Hermann Haken
- 1977 Walter Spear
- 1978 Herbert Walther
- 1979 John Bryan Taylor
- 1980 Helmut Faissner
- 1981 Cyril Domb
- 1982 Wolfgang Kaiser
- 1983 Andrew Keller
- 1984 Amand Fäßler
- 1985 George Isaak
- 1986 Josef Stuke
- 1987 Cyril Hilsum
- 1988 Peter Armbruster
- 1989 Robert H. Williams
- 1990 Ernst O. Göbel
- 1991 Gilbert Lonzarich
- 1992 Joachim Heintze
- 1993 David Hanna
- 1994 Wolfgang Demtröder
- 1995 Michael Key
- 1996 Jürgen Mlynek
- 1997 Robin Marshall
- 1998 Gerhard Abstreiter
- 1999 John Dainton
- 2000 Rolf Felst
- 2001 Volker Heine
- 2002 Siegfried Dietrich
- 2003 Brian Foster
- 2004 Matthias Scheffler
- 2005 Michael William Finnis
- 2006 Dieter Bimberg
- 2007 Alan D. Martin
- 2008 Hagen Kleinert
- 2009 Robin Devenish
- 2010 Simon White
- 2011 D. Phil Woodruff
- 2012 Martin B. Plenio
- 2013 Max Klein
- 2014 Alexander I. Lichtenstein
- 2015 Andrea Cavalleri
- 2016 Christian Pfleiderer
- 2017 Carlos S. Frenk
- 2018 Ángel Rubio
- 2019 Michael Coey
- 2020 Anna Köhler
- 2021 Hiranya Peiris
- 2022 Claudia Felser
- 2023 Stefan Söldner-Rembold
- 2024 Ingrid Mertig
- 2025 Michael Johnston

## Abgrenzung
Die Optical Society of America vergibt noch einen Max Born Award für Beiträge zur Optik.